# 20th Troop Carrier Squadron

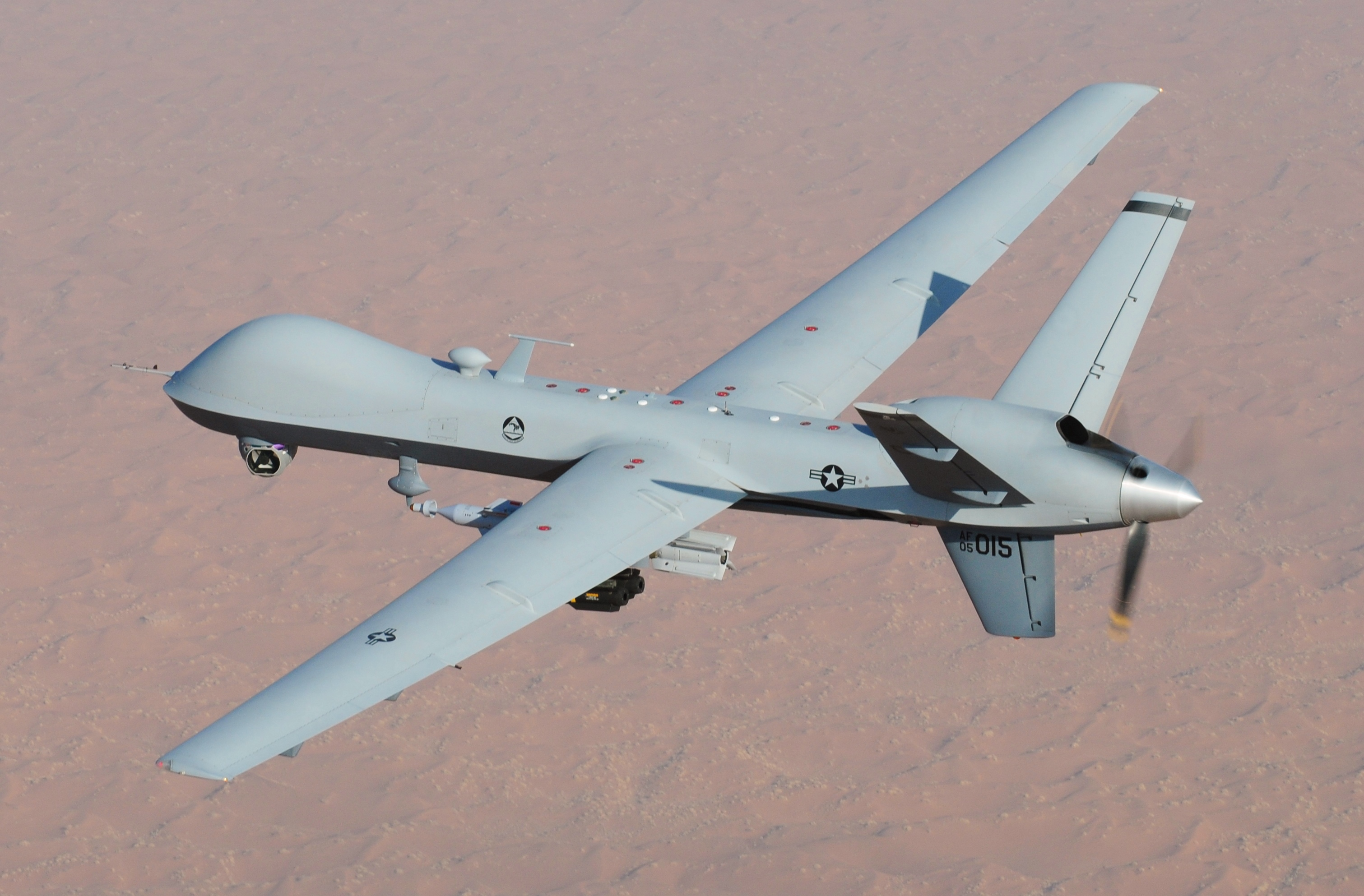
MQ-9 Reaper de l'armée de l'air américaine.

Le 20th Troop Carrier Squadron était une unité de transport de l'USAAF qui a opéré dans les Caraïbes au profit de la 6th Air Force durant la Seconde Guerre mondiale. 

## Historique et affectations
Créé le 22 novembre 1940 et activé le 15 décembre suivant à France Field, au profit du Panama Canal Department, le 20th Transport Squadron de l’USAAC fut rebaptisé 20th Troop Carrier Squadron (6th Air Force) le 5 juillet 1942. Rattaché administrativement au VI Air Force Service Command, il stationna à Howard Field du 19 février 1942 au 9 juin 1943, puis à Albrook Air Force Station. 
Le 5 mai 1945 le 20th TCS fut rattaché au 314th Troop Carrier Group et renommé 20th Troop Carrier Squadron (Heavy) le 17 juin 1948 puis 20th Troop Carrier Squadron (Medium) le 4 octobre suivant. Le même jour il débutait son transfert vers Bergstrom Air Force Base, abandonnant alors ses C-47 et C-54 pour être rééquipé d’une dotation homogène de C-82. Les derniers éléments du 20th TCS quittaient définitivement la Zone du Canal et la 6th Air Force le 20 septembre 1948. 
Entre-temps, le 1er juillet 1948, un détachement de C-54 avait rejoint l’United States Air Force in Europe. Il fut intégré à l’Airlift Task Force (Provisional) du 29 juillet au 19 octobre 1948 pour participer au Pont aérien de Berlin. 
Transféré à Smyrna Air Force Base, dans le Tennessee, le 27 janvier 1949, le 20th TCS était désactivé le 20 octobre 1949. Il fut réactivé comme 20th Tactical Air Support Squadron (Light) le 26 avril 1965. 

## Commandants
- 1st Lt Harry C Morrison, 15 Dec 1940
- Capt Donald K Mumma, 3 Sep 1942
- Capt James W Guthrie, 18 Oct 1942
- Capt Raynold A Berg, 8 Oct 1943
- Maj Frederick A Sanders, 1944
- Capt Gerald Linscheid, 9 Dec 1944
- Maj Sidney E Cleveland, 14 Feb 1946
- Maj Irving R Perkin, May 1947
- Maj William H Beale Jr, (Jan 1949)
- Lt Col Elmer C Blaha, (Jul 1949) -20 Oct 1949

Avions :
- C-33 (1941) : 36-78
- C-39 (1941-1944) : 39-504, 38-510, 38-534
- C-49 (1941-1944) : 41-7689, 41-7692, 41-7715/7721
- C-47 (1942-1949)
- OA-10 (1942-1945)
- UC-91 (1942-1943) : 42-79547
- C-79 (1942-1943) : 42-52883
- UC-89 (1942-1943) : 42-79546
- C-38 (1942-1943) : 36-70
- XC-105 (1943-1944) : 35-277
- L-1 (1943-1945)
- BC-1 (1943-1944)
- L-4 (1943-1944)
- UC-61 (1943-1945)
- C-45 (1944-1945)
- C-46 (1945-1947)
- C54 (1946-1948)
- C-82 (1948-1949)
- CG-15 (1949)

## Opérations
Au moment de son activation à France Field, le 15 décembre 1940, le 20th TCS ne disposait que d’un officier et d’aucun avion. Il fallut attendre février 1941 pour voir arriver les premiers C-33, puis en avril quelques C-39. La première mission hors de la Zone du Canal fut un vol à destination de Managua le 11 mai. Durant toute la Seconde Guerre mondiale, utilisant un équipement hétéroclite, cette unit va transporter personnel, poste et matériel au profit des troupes américaines stationnées dans les Caraïbes et en Amérique latine. À partir de 1942 le 20th TCS disposa également d’amphibies OA-10 et fut chargé d’assurer les missions de recherche et de sauvetage dans le Pacifique central comme dans les Caraïbes.  
Des détachements furent formés à Howard Field (novembre 1941) et Waller Field (décembre 1941). En février 1942 France Field fut abandonné au profit de Howard Field, mais un nouveau détachement constitué à Borinquen Field en juin. En juin 1943 le 20th TCS s’installa définitivement à Albrook Air Force Station, les détachements étant tous supprimés en décembre suivant.  
En mai 1946 arrivèrent les premiers C-54. En juillet 1948 un détachement de C-54 gagna l’Europe pour prendre part au Pont Aérien sur Berlin. Deux mois plus tard le reste de l’unité abandonnait à Howard Field ses équipements pour rejoindre Bergstrom Air Force Base et débuter en novembre 1948 sa conversion sur C-82. Début janvier 1949 sept C-82 furent détachés à Kearney Air Force Base, Nebraska, afin de porter assistance aux populations isolées par des chutes de neige exceptionnelles.
Quelques semaines plus tard le squadron fut transféré à Smyrna Air Force Base, partageant son temps entre diverses missions logistiques et l’entrainement des troupes aéroportées, en particulier avec utilisation de planeurs de combat.  Le 20 octobre 1949 le 20th TCS était finalement désactivé.    